# Paul Brosig
Paul Brosig (* 16. Mai 1889; † 26. November 1944 in St. Blasien) war ein deutscher römisch-katholischer Geistlicher und Märtyrer.

## Leben
Paul Brosig wurde am 18. Juni 1914 in Breslau zum Priester geweiht. Nach seinem Kriegsdienst in Breslauer Lazaretten war er zweiter Kaplan an der Kirche St. Carolus in Breslau, stieg um 1925 (unter Pfarrer Johannes Schmidt, 1875–1947) zum ersten Kaplan auf und wurde Kurat. 1929 wurde er Pfarrer der Vinzenzkirche mit dem Titel Erzpriester.
Am 21. Juli 1937 wurde er von der Gestapo verhaftet und blieb bis zum 11. August in Untersuchungshaft. Ihm wurde Verbreitung des von Joseph Lechner stammenden offenen Briefes an Propagandaminister Joseph Goebbels vorgeworfen. Nach seiner Freilassung wurden statt ihm sechs andere Breslauer Geistliche festgenommen.
Die Haftumstände wirkten sich auf seine Lungenkrankheit so erschwerend aus, dass er 1944 zu einem Kuraufenthalt in den Schwarzwald wechseln musste, wo er Ende November im Alter von 55 Jahren starb.

## Gedenken
Die Römisch-katholische Kirche in Deutschland hat Paul Brosig als Märtyrer aus der Zeit des Nationalsozialismus in das deutsche Martyrologium des 20. Jahrhunderts aufgenommen.  